# Cecil County

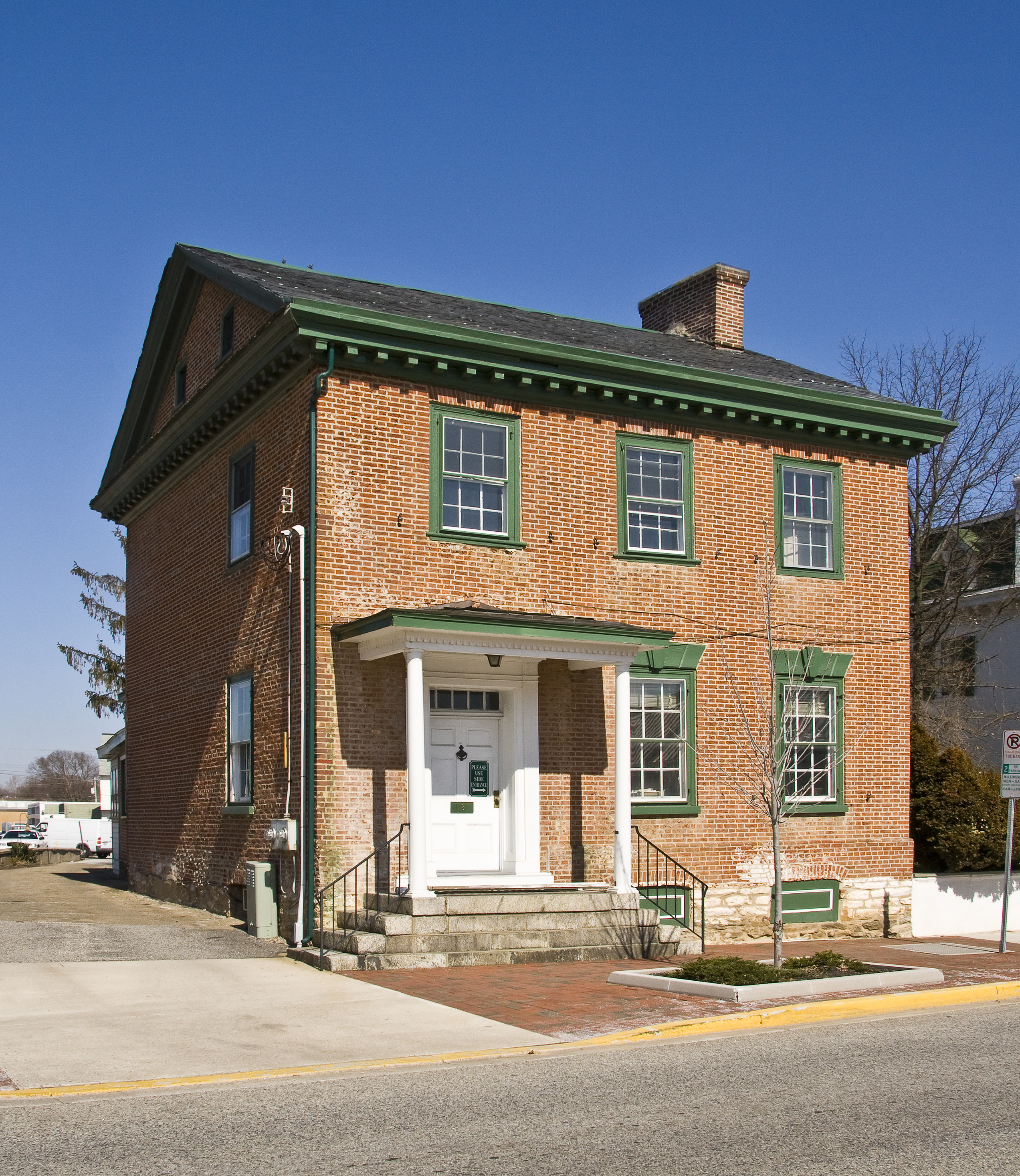
Das Mitchell House, gelistet im NRHP Nr. 76000987

Das Cecil County ist ein County im Bundesstaat Maryland der Vereinigten Staaten. Bei der Volkszählung im Jahr 2020 hatte das County 103.725 Einwohner und eine Bevölkerungsdichte von 115,1 Einwohnern pro Quadratkilometer. Der Verwaltungssitz (County Seat) ist Elkton.
Das Cecil County ist Bestandteil der Delaware Valley genannten Metropolregion um die Stadt Philadelphia.

## Geographie
Das County wird im Norden durch die Mason-Dixon-Linie von Pennsylvania getrennt; östlich grenzt das County an Delaware. Das Cecil County liegt an der Mündung des Susquehanna River in die Chesapeake Bay und hat eine Fläche von 1082 Quadratkilometern. Davon sind 181 Quadratkilometer (16,69 Prozent) Wasserflächen. Es grenzt an folgende Countys:
|                | Lancaster County (Pennsylvania) | Chester County (Pennsylvania) |
| Harford County |                                 | New Castle County (Delaware)  |
|                | Kent County                     |                               |

## Geschichte

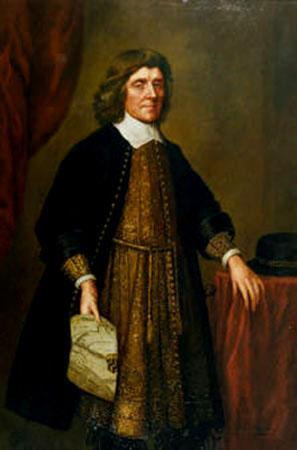
Cecilius Calvert

Das Cecil County wurde 1674 aus Teilen des Baltimore und des Kent Countys gebildet. Benannt wurde es nach dem Vornamen von Cecilius Calvert, 2. Baron Baltimore (1605–1675), dem ersten Lord Proprietor der damaligen englischen Kolonie Maryland.
Ein Pumpenhaus des Countys hat aufgrund seiner geschichtlichen Bedeutung den Status einer National Historic Landmark, das Old Lock Pump House. 50 Bauwerke und Stätten des Countys sind im National Register of Historic Places eingetragen (Stand 12. November 2017).

## Demografische Daten
Nach der Volkszählung im Jahr 2000 lebten im Cecil County 85.951 Menschen in 31.223 Haushalten und 23.292 Familien. Die Bevölkerungsdichte betrug 247 Personen pro Quadratkilometer. Ethnisch betrachtet setzte sich die Bevölkerung zusammen aus 93,4 Prozent Weißen, 3,9 Prozent Afroamerikanern, 0,3 Prozent amerikanischen Ureinwohnern, 0,7 Prozent Asiaten und 0,5 Prozent aus anderen ethnischen Gruppen; 1,2 Prozent stammten von zwei oder mehr Ethnien ab. Unabhängig von der ethnischen Zugehörigkeit waren 1,5 Prozent der Bevölkerung spanischer oder lateinamerikanischer Abstammung.
Von den 31.223 Haushalten hatten 37,0 Prozent Kinder unter 18 Jahren, die mit ihnen lebten. 58,6 Prozent waren verheiratete, zusammenlebende Paare, 11,1 Prozent waren allein erziehende Mütter und 25,4 Prozent waren keine Familien. 19,9 Prozent aller Haushalte waren Singlehaushalte und in 7,1 Prozent lebten Menschen im Alter von 65 Jahren oder darüber. Die durchschnittliche Haushaltsgröße lag bei 2,71 und die durchschnittliche Familiengröße bei 3,12 Personen.
27,7 Prozent der Bevölkerung war unter 18 Jahre alt, 7,5 Prozent zwischen 18 und 24, 31,2 Prozent zwischen 25 und 44, 23,2 Prozent zwischen 45 und 64 Jahre alt und 10,5 Prozent waren 65 Jahre oder älter. Das Durchschnittsalter betrug 36 Jahre. Auf 100 weibliche kamen statistisch 98,2 männliche Personen und auf 100 Frauen im Alter von 18 Jahren oder darüber kamen 95,7 Männer.

Das durchschnittliche Einkommen eines Haushaltes betrug 50.510 USD, das einer Familie 56.469 USD. Männer hatten ein durchschnittliches Einkommen von 40.350 USD, Frauen 28.646 USD. Das Prokopfeinkommen lag bei 21.384 USD. Etwa 5,4 Prozent der Familien und 7,2 Prozent der Bevölkerung lebten unterhalb der Armutsgrenze.

## Städte und Gemeinden
Towns
| - Cecilton - Charlestown - Chesapeake City - Elkton | - North East - Perryville - Port Deposit - Rising Sun |

Unincorporate Communitys
| - Calvert - Carpenter Point - Childs - Colora - Conowingo | - Earleville - Elk Mills - Elk Neck - Fair Hill - Georgetown | - Perry Point - Red Point - Warwick - White Crystal Beach |